# Palacio del Marqués de Falces
El Palacio del Marqués de Falces es un magnífico edificio construido por los Peralta, marqueses de Falces, en la villa de Medina del Campo (Valladolid). Actualmente se usa como casa de cultura.

## Historia y usos
El Palacio del Marqués de Falces es un magnífico edificio construido por los Peralta, marqueses de Falces, linaje que en Medina arranca con Luis de Peralta, caballero de tiempos de Carlos V, quien contrajo matrimonio con la medinense Catalina de Pedrosa; de su descendencia destacaron numerosos hombres de armas.
En 1894, el sacerdote Isidoro Sanz adquiere el palacio para instalar en él un colegio que es regentado por la entonces nueva congregación de Hijas de Jesús desde septiembre de 1896; con dicho destino ha permanecido durante casi un siglo y llegado a un momento de profundo deterioro fue comprado por el municipio; tras ser rehabilitado, funciona desde 1993 como Casa de Cultura, en la cual se ofrecen los servicios de archivo y biblioteca municipales, salas de exposiciones, etc.

## Estructura

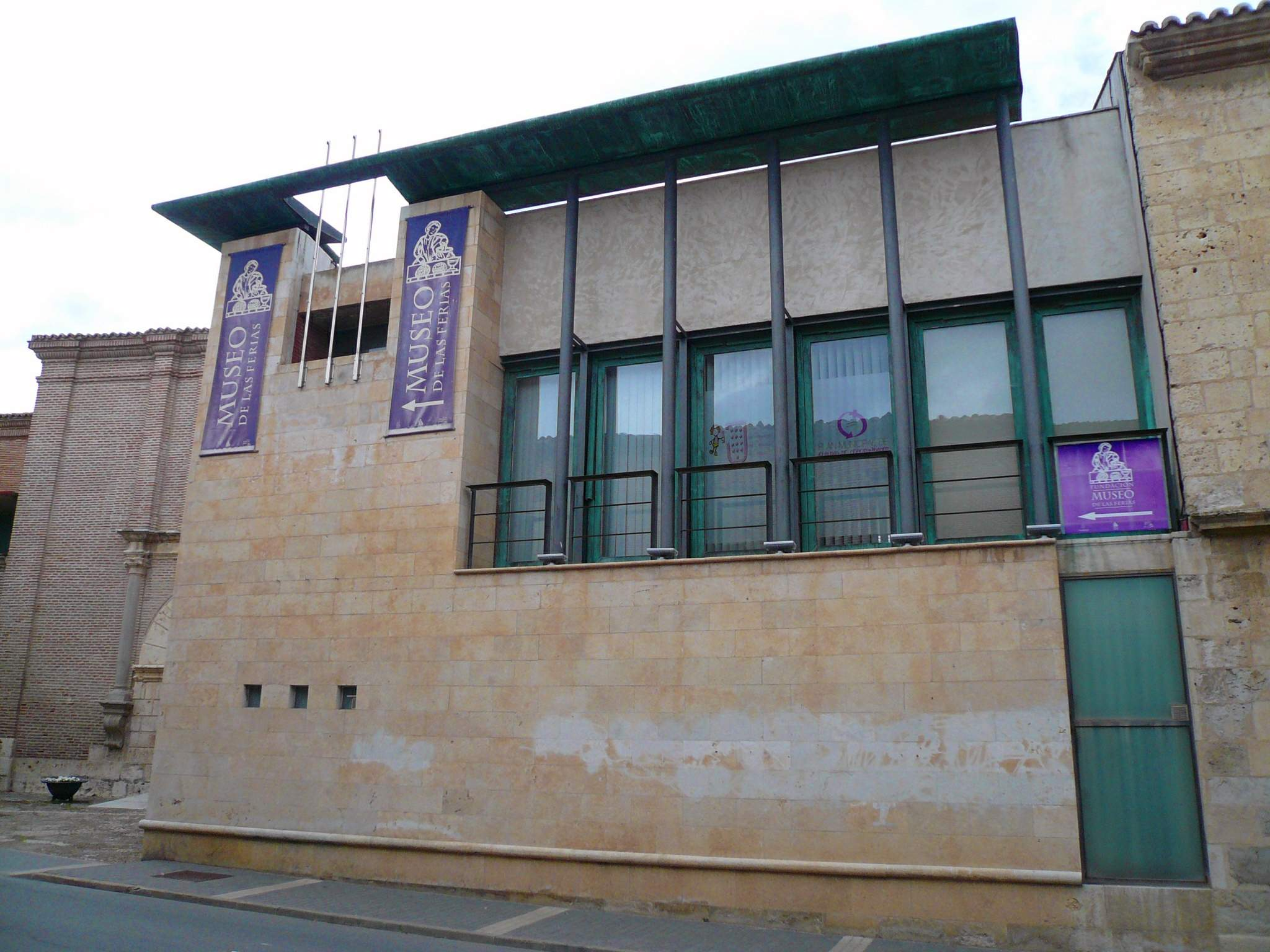
Vista del palacio en 2021.

En la fachada, toda ella de piedra de sillería, se abre una puerta adintelada, cuyas jambas muestran finas labores caladas, flanqueada por dos escudos que contienen las armas del linaje. 
En la planta superior, cuatro balcones de vanos remarcados y protegidos por dinteles algo volados dan luz a la estancia principal. La disposición en planta gira en torno a un patio, originalmente de tres lados porticados, con columnas que soportan zapatas avolutadas de la misma traza que hemos visto en otros palacios de la villa; contiguo a la iglesia de San Martín, ambos edificios estaban comunicados directamente. 